# Madacontia ampijoroa
Madacontia ampijoroa is een vlinder uit de familie uilen (Noctuidae). De wetenschappelijke naam van deze soort is voor het eerst voorgesteld door Pierre Viette in een publicatie uit 1965.
De soort komt voor op Madagaskar.